# Camino de Santiago de la Lana
La Ruta Jacobea de la Lana es uno de los más antiguos trazados comerciales peninsulares. La primera guía editada del Camino de la Lana, "La Ruta de la Lana. Guía del Peregrino a Santiago de Compostela. De Cuenca a Burgos", de Vicente Malabia y Jesús Herminio Pareja, (Editorial Alfonsópolis, 1999) describe el tramo entre Monteagudo de las Salinas-Burgos, en reconocimiento a 3 peregrinos que salieron desde Monteagudo de las Salinas en 1624 para cumplir un voto que habían hecho de visitar la tumba del Apóstol Santiago.
Se considera la ciudad de Alicante el inicio oficial de la ruta principal, coincidiendo en su trazado entre esta capital y Caudete con el del Camino de Santiago del Sureste. Existen 4 caminos ya recuperados por las Asociaciones de Amigos del Camino de Santiago de Jávea, Cartagena y Peregrinos de Benidorm-La Vila, que confluyen en la ruta principal: son el Camino del Alba, el Camino del Azahar y el Ramal Central, que parten de Jávea , Cartagena , Benidorm y Villajoyosa respectivamente, y confluyen con el Camino de la Lana en Almansa. La Asociación  de Requena finalizó en 2016 la señalización del Camino de Requena, otro nuevo ramal del Camino de la Lana, que va desde Valencia hasta Monteagudo de las Salinas.
El Camino de la Lana, desde Alicante a Burgos, está perfectamente señalizado en su totalidad y posee las suficientes infraestructuras que necesita el peregrino (cuenta con acogida o albergues para peregrinos en todas las localidades que son final de etapa) y está perfectamente documentado. Existe una guía del Camino de la Lana con el recorrido completo (Alicante-Burgos), editada por la Diputación de Albacete en febrero de 2019 
Algunos tramos (entre Mandayona y Burgos y entre Villena y Novelda) de este recorrido coinciden, aunque en sentido inverso, con el conocido como Camino del Cid. 
Las localidades por donde pasa el Camino de la Lana son: Alicante, Orito, Monforte del Cid, Novelda, Elda, Petrel, Sax, Santa Eulalia, Villena, Caudete, Almansa, Bonete, Alpera, San Gregorio, La Laguna, Las Fuentes, Alatoz, Casas del Cerro, Alcalá del Júcar, Las Eras, Casas-Ibáñez, Villamalea, El Herrumblar, Villarta, Graja de Iniesta, Campillo de Altobuey, Paracuellos de la Vega, Santuario de Nuestra Señora de Gracia, Monteagudo de las Salinas, Navarramiro de Abajo, Fuentes, Atalaya de Cuenca, Mohorte, La Melgosa, Cuenca, Nohales, Chillarón, Arcos de la Cantera, Tondos, Noheda, Salmeroncillos, Villalbilla (despoblado), Villar de Domingo García, Torralba, Albalate de las Nogueras, Villaconejos de Trabaque, Albendea, Valdeolivas, Salmerón, Villaescusa de Palositos, Viana de Mondéjar, Trillo, Gárgoles de Abajo, Gárgoles de Arriba, Cifuentes, Moranchel, Las Inviernas,  Mirabueno, Mandayona, (Variante de Sigüenza: desde Mandayona, continúa por Aragosa, La Cabrera, Pelegrina, Sigüenza, Palazuelos, Carabias, Olmeda de Jadraque, Santamera y Riofrío del Llano, donde enlaza con el camino principal), Baides, Viana de Jadraque, Huérmeces del Cerro, Santiuste, Riofrío del Llano, Atienza, (Variante de Romanillos de Atienza: Desde Atienza, por Romanillos de Atienza, hasta enlazar de nuevo con el Camino de la Lana en Miedes de Atienza.), Tordelloso, Alpedroches, Miedes de Atienza, Retortillo de Soria, Tarancueña, Caracena, Carrascosa de Abajo, Fresno de Caracena, Ínes, Olmillos, San Esteban de Gormaz, Matanzas de Soria, Villálvaro, Zayas de Báscones, Alcubilla de Avellaneda, Hinojar del Rey, Quintanarraya, Huerta del Rey, Pinarejos (Ermita de la Pinareja), Mamolar, Santo Domingo de Silos, Ermita de Santa Cilia, Santibáñez del Val, Retuerta, Covarrubias, Mecerreyes, Hontoria de la Cantera, Revillaruz, Cojóbar, Modúbar de la Emparedada Cardeñadijo y Burgos.

## Trazado de la ruta
Camino de la Lana.
| Población                                   | Provincia   | A Santiago (km) | Web                                                       |
| ------------------------------------------- | ----------- | --------------- | --------------------------------------------------------- |
| Alicante                                    | Alicante    | 1172            |                                                           |
| Orito (Monforte del Cid)                    | Alicante    | 1151            |                                                           |
| Monforte del Cid                            | Alicante    | 1146            |                                                           |
| Novelda                                     | Alicante    | 1140            |                                                           |
| Elda                                        | Alicante    | 1128            |                                                           |
| Petrel                                      | Alicante    | 1127            |                                                           |
| Sax                                         | Alicante    | 1117            |                                                           |
| Villena                                     | Alicante    | 1105            |                                                           |
| Caudete                                     | Albacete    | 1090            |                                                           |
| Almansa                                     | Albacete    | 1066            |                                                           |
| Alpera                                      | Albacete    | 1044            |                                                           |
| San Gregorio (Alpera)                       | Albacete    | 1039            |                                                           |
| Las Fuentes (Alpera)                        | Albacete    | 1034            |                                                           |
| Alatoz                                      | Albacete    | 1019            |                                                           |
| Casas del Cerro (Alcalá del Júcar)          | Albacete    | 1003            |                                                           |
| Alcalá del Júcar                            | Albacete    | 997             |                                                           |
| Las Eras (Alcalá del Júcar)                 | Albacete    | 993             |                                                           |
| Casas-Ibáñez                                | Albacete    | 982             |                                                           |
| Villamalea                                  | Albacete    | 967             |                                                           |
| El Herrumblar                               | Cuenca      | 961             |                                                           |
| Villarta                                    | Cuenca      | 956             |                                                           |
| Graja de Iniesta                            | Cuenca      | 939             |                                                           |
| Campillo de Altobuey                        | Cuenca      | 912             |                                                           |
| Paracuellos de la Vega                      | Cuenca      | 898             |                                                           |
| Monteagudo de las Salinas                   | Cuenca      | 878             |                                                           |
| Fuentes                                     | Cuenca      | 863             |                                                           |
| La Atalaya de Cuenca (Cuenca)               | Cuenca      | 859             |                                                           |
| Mohorte (Cuenca)                            | Cuenca      | 855             |                                                           |
| La Melgosa (Cuenca)                         | Cuenca      | 851             |                                                           |
| Cuenca                                      | Cuenca      | 844             |                                                           |
| Nohales (Cuenca)                            | Cuenca      | 840             |                                                           |
| Chillarón de Cuenca                         | Cuenca      | 837             |                                                           |
| Arcos de la Cantera (Chillarón de Cuenca)   | Cuenca      | 835             |                                                           |
| Tondos (Cuenca)                             | Cuenca      | 831             |                                                           |
| Noheda                                      | Cuenca      | 829             |                                                           |
| Sacedoncillo                                | Cuenca      | 827             |                                                           |
| Villar de Domingo García                    | Cuenca      | 822             |                                                           |
| Torralba                                    | Cuenca      | 811             |                                                           |
| Albalate de las Nogueras                    | Cuenca      | 803             |                                                           |
| Villaconejos de Trabaque                    | Cuenca      | 797             |                                                           |
| Albendea                                    | Cuenca      | 781             |                                                           |
| Valdeolivas                                 | Cuenca      | 777             |                                                           |
| Salmerón                                    | Guadalajara | 771             |                                                           |
| Villaescusa de Palositos                    | Guadalajara | 764             |                                                           |
| Viana de Mondéjar (Trillo)                  | Guadalajara | 755             |                                                           |
| Trillo                                      | Guadalajara | 747             |                                                           |
| Gárgoles de Abajo (Cifuentes)               | Guadalajara | 742             |                                                           |
| Gárgoles de Arriba (Cifuentes               | Guadalajara | 739             |                                                           |
| Cifuentes                                   | Guadalajara | 736             |                                                           |
| Moranchel (Cifuentes)                       | Guadalajara | 731             |                                                           |
| Las Inviernas                               | Guadalajara | 725             | Archivado el 5 de septiembre de 2007 en Wayback Machine.  |
| Mirabueno                                   | Guadalajara | 715             | Archivado el 5 de septiembre de 2007 en Wayback Machine.  |
| Mandayona                                   | Guadalajara | 712             | Archivado el 5 de septiembre de 2007 en Wayback Machine.  |
| Baides                                      | Guadalajara | 706             | Archivado el 5 de septiembre de 2007 en Wayback Machine.  |
| Viana de Jadraque                           | Guadalajara | 703             | Archivado el 13 de marzo de 2018 en Wayback Machine.      |
| Huérmeces del Cerro                         | Guadalajara | 698             | Archivado el 5 de septiembre de 2007 en Wayback Machine.  |
| Santiuste                                   | Guadalajara | 694             | Archivado el 5 de septiembre de 2007 en Wayback Machine.  |
| Riofrío del Llano                           | Guadalajara | 688             | Archivado el 5 de septiembre de 2007 en Wayback Machine.  |
| Atienza                                     | Guadalajara | 679             |                                                           |
| Tordelloso (La Miñosa)                      | Guadalajara | 674             |                                                           |
| Alpedroches (Atienza)                       | Guadalajara | 670             |                                                           |
| Miedes de Atienza                           | Guadalajara | 665             | Archivado el 12 de diciembre de 2009 en Wayback Machine.  |
| Retortillo de Soria                         | Soria       | 658             |                                                           |
| Tarancueña (Retortillo de Soria)            | Soria       | 650             |                                                           |
| Caracena                                    | Soria       | 642             |                                                           |
| Carrascosa de Abajo                         | Soria       | 638             | Archivado el 29 de septiembre de 2007 en Wayback Machine. |
| Fresno de Caracena                          | Soria       | 634             |                                                           |
| Ínes (San Esteban de Gormaz)                | Soria       | 626             |                                                           |
| Olmillos (San Esteban de Gormaz)            | Soria       | 622             |                                                           |
| San Esteban de Gormaz                       | Soria       | 614             |                                                           |
| Matanza de Soria (San Esteban de Gormaz)    | Soria       | 607             |                                                           |
| Villávaro (San Esteban de Gormaz)           | Soria       | 604             |                                                           |
| Zayas de Báscones (Alcubilla de Avellaneda) | Soria       | 599             |                                                           |
| Alcubilla de Avellaneda                     | Soria       | 592             |                                                           |
| Hinojar del Rey (Huerta de Rey)             | Burgos      | 587             |                                                           |
| Quintanarraya (Huerta de Rey)               | Burgos      | 585             |                                                           |
| Huerta de Rey                               | Burgos      | 578             |                                                           |
| Pinarejos (Arauzo de Miel)                  | Burgos      | 572             |                                                           |
| Mamolar                                     | Burgos      | 567             |                                                           |
| Santo Domingo de Silos                      | Burgos      | 559             |                                                           |
| Santibáñez del Val                          | Burgos      | 554             |                                                           |
| Retuerta                                    | Burgos      | 546             |                                                           |
| Covarrubias                                 | Burgos      | 542             |                                                           |
| Mecerreyes                                  | Burgos      | 535             |                                                           |
| Hontoria de la Cantera                      | Burgos      | 522             |                                                           |
| Revillarruz                                 | Burgos      | 516             |                                                           |
| Modúbar de la Emparedada                    | Burgos      | 512             |                                                           |
|                                             |             |                 |                                                           |
| Burgos                                      | Burgos      | 502             | Archivado el 13 de marzo de 2010 en Wayback Machine.      |

Afluentes o ramales que desembocan en el Camino de la Lana son: 
- Camino del Azahar (Cartagena - Alpera).
- Ramal Sur de los Caminos de Santiago de Alicante (Orihuela y Elche - Novelda).
- Ramal central de los Caminos de Santiago de Alicante (Benidorm y la Vila Joiosa - Villena).
- Ramal Norte de los Caminos de Santiago de Alicante (Calpe y Alcoy - Villena).
- Camino del Alba (Jávea - Almansa).
- Camino de Levante (Valencia - Almansa).
- Camino de Requena (Valencia - Monteagudo de las Salinas).
-Camino de los Calatravos (Argamasilla de Alba - Las Inviernas).  Camino de Guadalajara (Guadalajara - Mandayona).
- Camino Castellano-Aragonés Oriental (Gallur - Mamolar).

## Galería de imágenes

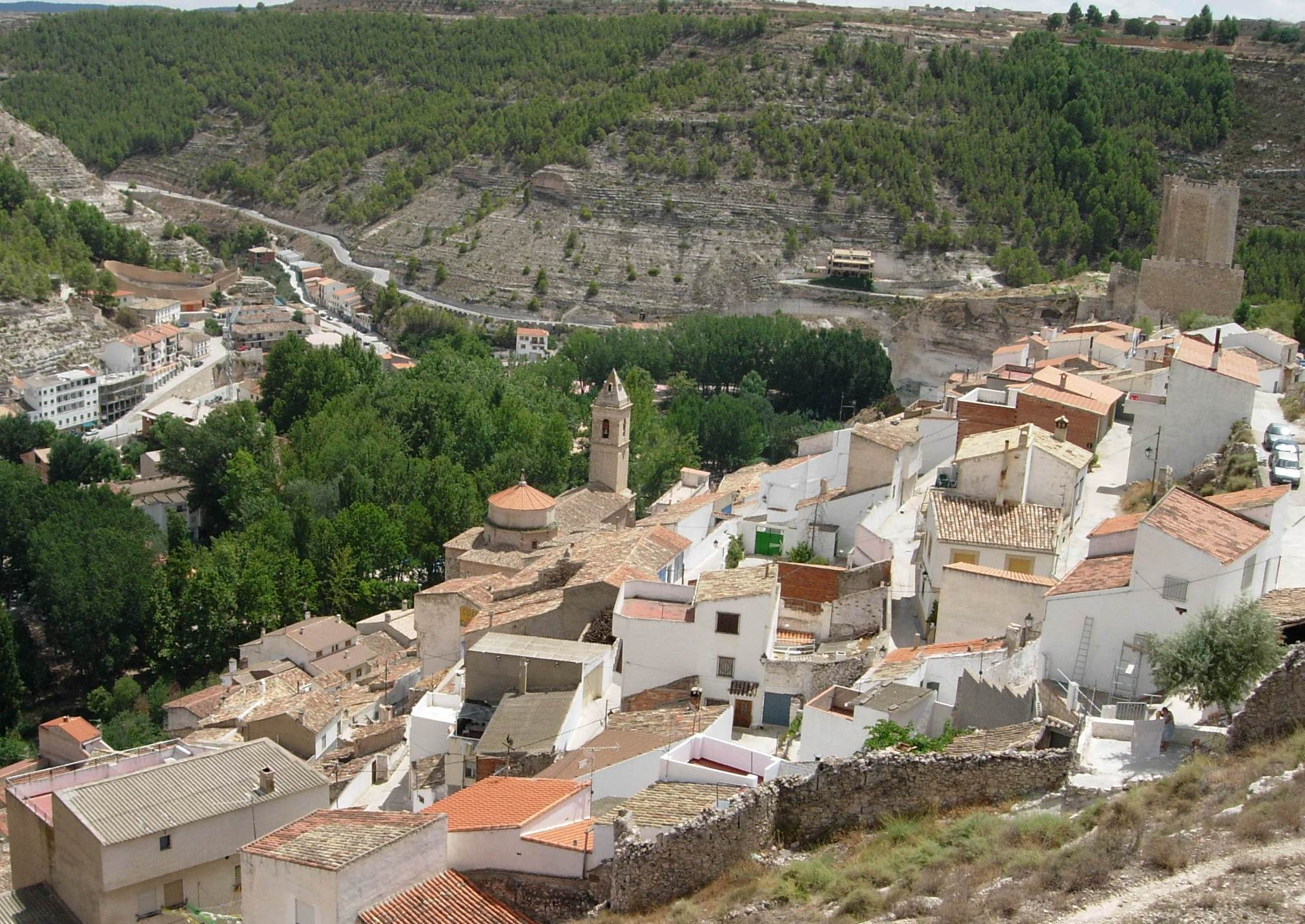
Alcalá del Júcar (Albacete)
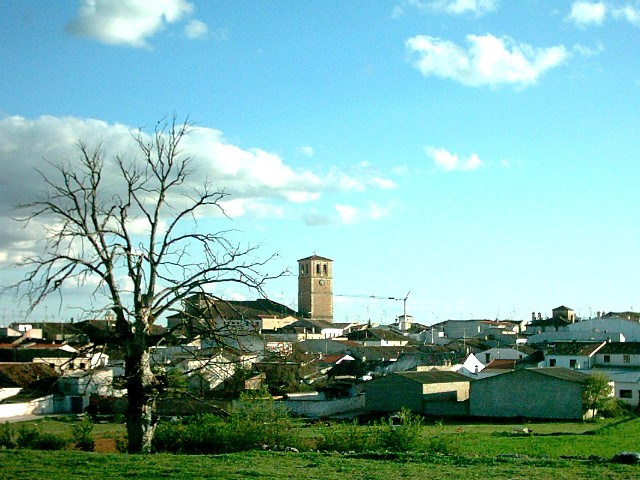
Campillo de Altobuey (Cuenca)
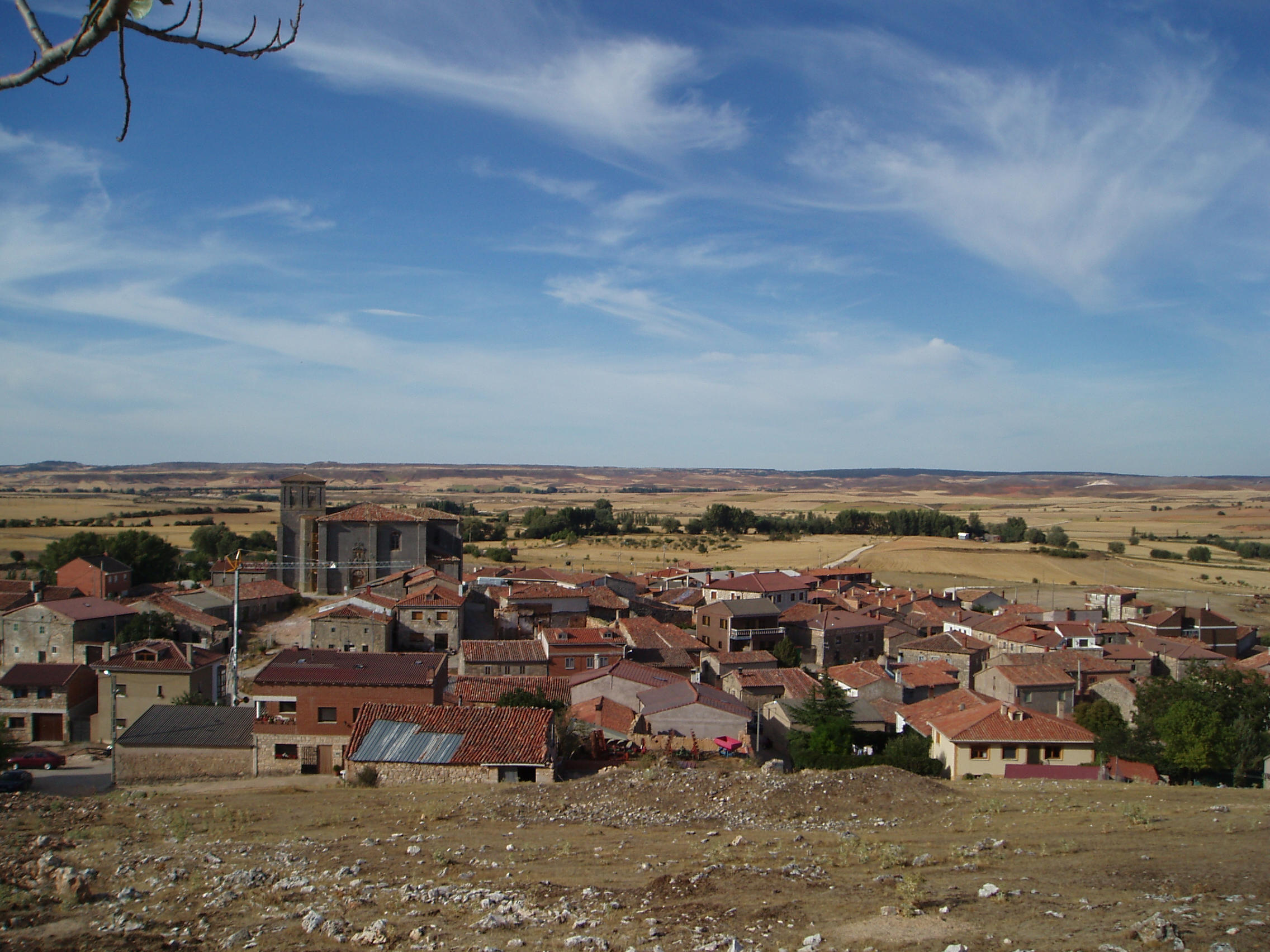
Hontoria de la Cantera (Burgos)
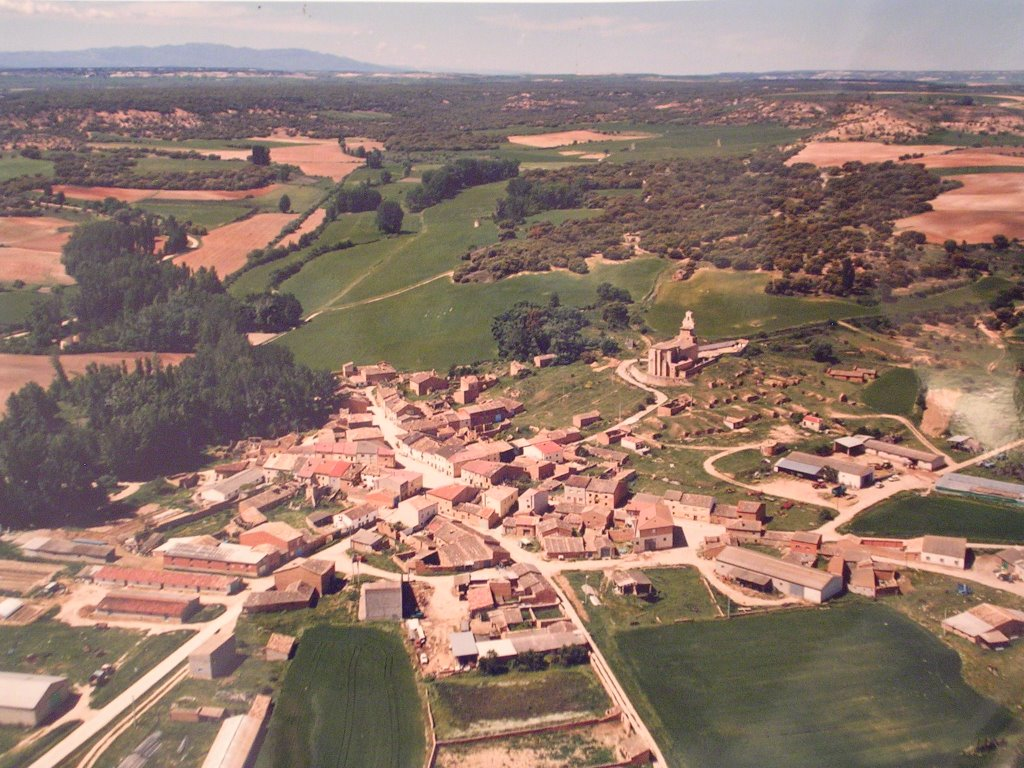
Olmillos (Soria)
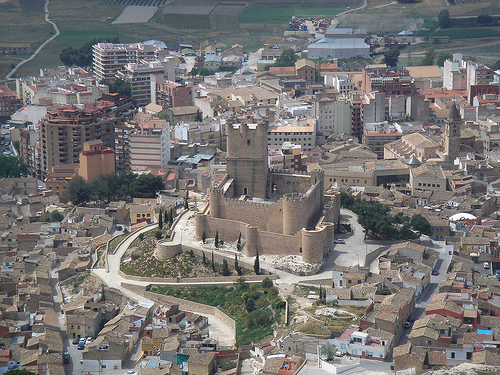
Villena (Alicante)
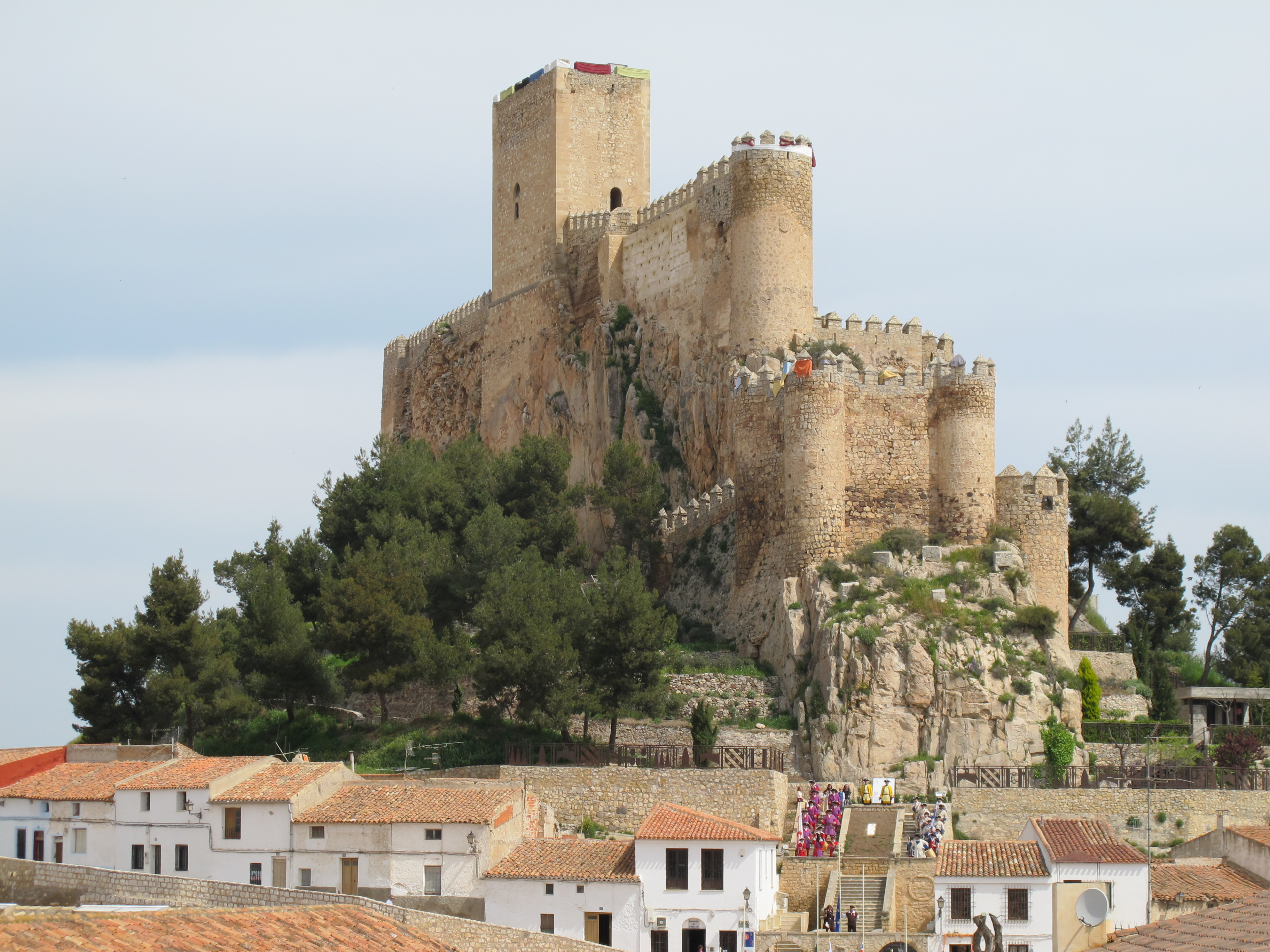
Castillo de Almansa en 2010.

## Patrimonio de la ruta

### Patrimonio natural y paisajístico
- Espacios naturales
  - Arenal del Amorxó en Petrel.
  - Cañón del río Caracena en Tarancueña.
  - Hoces del Huécar y el Júcar' en  Cuenca.
  - Pinar de San Isidro en Campillo de Altobuey.

### Patrimonio arqueológico
- Yacimientos:
  - Cueva del Garadén en Alcalá del Júcar.
  - Yacimientos de Lucentum en Alicante.
  - Barranco del Cabezo del Moro y Cueva de Olula en Almansa, Patrimonio de la Humanidad desde 1998.
  - Cueva de la Vieja en Alpera, Patrimonio de la Humanidad desde 1998.
  - Cueva del Queso en Alpera, Patrimonio de la Humanidad desde 1998.
  - Poblado íbero-romano de El Monastil en Elda.
  - Yacimientos romanos de El Balsón en El Herrumblar.
  - Villa romana de Noheda.
  - Mausoleo romano de Llanes en Albendea
  - Fuente romana en Las Eras (Alcalá del Júcar).

### Patrimonio artístico y monumental

#### Arquitectura religiosa
- Catedrales:
  - Concatedral de San Nicolás de Bari en Alicante.
  - Catedral de Santa María y San Julián de Cuenca.
  - Catedral de Sigüenza.￼
  - Catedral de Santa María de Burgos.
- Basílicas y santuarios:
  - Basílica de Santa María en Alicante.
  - Santuario de Nuestra Señora de Belén en Almansa.[4]
  - Santuario de la Virgen de la Loma en Campillo de Altobuey.
  - Santuario de Santa María Magdalena en Novelda.
- Conventos y monasterios:
  - Monasterio de la Santa Faz en Alicante.
  - Convento de las agustinas en Almansa.
  - Convento de los franciscanos en Almansa.
  - Cartuja de Santa María de Miraflores en Burgos.
  - Monasterio de Santa María la Real de Las Huelgas en Burgos.
  - Ruinas del Real monasterio de Nuestra Señora de Fresdelval en Burgos.
  - Convento de las Bernardas en Burgos.
  - Convento de Santa Clara en Burgos.
  - Convento de Santa Dorotea en Burgos.
  - Colegiata de San Cosme y San Damián de Covarrubias.
  - Antiguo Convento de San Pablo en Cuenca.
  - Convento de la Merced en Cuenca.
  - Monasterio de Santo Domingo de Silos.
- Iglesias:
  - Iglesia arciprestal de la Asunción en Almansa.[5]
  - Iglesia de San Juan Bautista en Alatoz.[6]
  - Iglesia de San Juan Bautista y Santiago en Casas Ibáñez.
  - Iglesia de San Juan del Mercado en Atienza.
  - Iglesia de Santa María del Val en Atienza.
  - Iglesia de Santa María Magdalena en Baides.
  - Iglesia de San Gil Abad en Burgos.
  - Iglesia de San Lorenzo en Burgos.
  - Iglesia de San Nicolás de Bari en Burgos.
  - Iglesia de Santa Gadea en Burgos.
  - Iglesia Parroquial de San Andrés en Campillo de Altobuey.
  - Iglesia de Santiago Apóstol en Paracuellos de la Vega.
  - Iglesia de San Pedro en Caracena.
  - Iglesia de Santa María en Caracena.
  - Iglesia de San Salvador en Cifuentes.
  - Iglesia románica de Ntra. Sra. de la Asunción (Bien de Interés Cultural) en Villaescusa de Palositos-Guadalajara.
  - Iglesia de El Salvador en Cuenca.
  - Iglesia de San Andrés en Cuenca.
  - Iglesia de San Miguel en Cuenca.
  - Iglesia de San Nicolás de Bari en Cuenca.
  - Iglesia de San Pedro en Cuenca.
  - Iglesia de Santa Cruz en Cuenca.
  - Iglesia de Santa Ana en Elda.
  - Iglesia de San Andrés en Hinojar del Rey.
  - Iglesia de la Virgen del Rivero en San Esteban de Gormaz..
  - Iglesia Arciprestal de Santiago en Villena.
  - Iglesia de Santa María en Villena.
  - Colegiata de San Cosme y San Damián en Covarrubias.
  - Iglesia de San Olaf en Covarrubias (extramuros).
  - Iglesia parroquial de Mecerreyes..
  - Iglesia parroquial de Cojóbar.￼
- Ermitas:
  - Ermita de San Roque en Alpera.
  - Ermita de Nuestra Señora de la Cabeza en Casas Ibáñez
  - Ermita de Nuestra Señora de Gracia en Paracuellos de la Vega.
  - Ermita de Santa Cilia en Santibáñez del Val.￼

#### Arquitectura civil y militar
- Edificios públicos:
  - Casa consistorial de Alicante.
  - Lonja de Pescado en Alicante.
  - Mercado Central en Alicante.
  - Casa de la Cultura (antiguo pósito) en Almansa.
  - Antiguo Ayuntamiento (año 1800) en Almansa.
  - Torre del reloj municipal (año 1780) en Almansa.
  - Pantano de Almansa (año 1584) en Almansa.
  - Ayuntamiento de Alatoz (principios s. XX).
  - Hospital del Rey en Burgos.
  - Molino de viento en Campillo de Altobuey.
  - Hospital de pobres en Caracena.
  - Hospital del Remedio en Cifuentes.
  - Casa consistorial de Cuenca.
  - Palacio Municipal en Villena.
  - Plaza de toros en Alcalá del Júcar.
  - Barrio de San Francisco en Caudete.
  - Casco antiguo de Cuenca, ciudad Patrimonio de la Humanidad.
  - Casas Colgadas de Cuenca.
  - Conjunto de Molinos de agua en Alpera.
  - Pozo de la Nieve en Alpera.￼
- Palacios y residencias:
  - Palacio de los condes de Cirat en Almansa.[7]
  - Casa de los marqueses de Montortal en Almansa.
  - Casa de los Enríquez de Navarra en Almansa.
  - Casa del Cordón en Atienza.
  - Palacio de los Condestables de Castilla en Burgos.
  - Casa de Doña Sancha en Covarrubias.
  - Casas Colgadas en Cuenca.
  - Palacio Episcopal de Cuenca.
  - Casa-Palacio de los Beladiez Truxillo en Miedes de Atienza.
  - Casa de la familia Mergelina en Villena.
  - Casa de la familia Selva en Villena.
- Construcciones defensivas:
  - Castillo en Alcalá del Júcar.
  - Castillo de San Fernando en Alicante.
  - Castillo de Santa Bárbara en Alicante.
  - Castillo de Almansa.[8]
  - Castillo de Atienza.
  - Castillo de Caracena.
  - Castillo del siglo XI en Paracuellos de la Vega.
  - Castillo de Cifuentes.
  - Castillo de Elda.
  - Castillo de la Mola en Novelda.
  - Castillo de Petrel.
  - Castillo de la Atalaya en Villena.
  - Ruinas del castillo de Salvatierra en Villena.
  - Murallas y Castillo de Palazuelos.￼
  - Muralla medieval en Cifuentes.
  - Muralla medieval en Covarrubias.
  - Arco de Santa María en Burgos.
  - Torres de Defensa de la Huerta en Alicante.
  - Torreón de Doña Urraca en Covarrubias.
  - Torreón de Fernán González en Covarrubias.
  - Torre Mangana en Cuenca.
- Puentes:
  - Puente Cantos en Caracena.
  - Puente de San Antón en Cuenca.
  - Puente romano en Gárgoles de Abajo.
  - Puente medieval de Alcalá del Júcar.
  - Puente medieval sobre el río Moscas en Fuentes.
  - Puente medieval de Trillo.
  - Puente medieval sobre el río Duero en San Esteban de Gormaz.￼

#### Urbanismo
- Barrios y plazas:
  - Plaza de Santa María en Almansa.
  - Plaza de San Agustín en Almansa.
  - Plaza de España en Atienza.
  - Plaza del Trigo en Atienza.
  - Plaza Mayor en Elda.
  - Plaza de las Malvas en Villena.
  - Plaza de Santiago en Villena.
  - Plaza Mayor en Villena.
- Construcciones ornamentales:
  - Rollo jurisdiccional en Caracena.
  - Cruceros góticos en Covarrubias.
  - Rollo jurisdiccional en Covarrubias.
  - Monumento a Ruperto Chapí en Villena.

### Patrimonio cultural y popular
- Museos y otras entidades culturales:
  - Archivo Municipal en Alicante.
  - Museo Arqueológico Provincial de Alicante.
  - Museo de Bellas Artes Gravina en Alicante.
  - Teatro Regio (año 1930) en Almansa.
  - Teatro Principal (finales del siglo XIX) en Almansa.
  - Museo de la batalla de Almansa en Almansa.
  - Museo Provincial de Arqueología y Bellas Artes en Burgos.
  - Museo de Arte Abstracto Español en Cuenca.
  - Museo de las Ciencias de Castilla-La Mancha en Cuenca.
  - Museo del Calzado en Elda.
  - Teatro Castelar en Elda.
  - Museo Arqueológico José María Soler en Villena.
  - Museo del Festero en Villena.
  - Teatro Chapí en Villena.
- Manifestaciones populares:
  - Hogueras de San Juan en Alicante.
  - Fiestas Mayores de Almansa.[9]
  - Semana Santa en Atienza.
  - Fiestas de San Pedro y San Pablo en Burgos.
  - Fiestas de San Mateo en Cuenca.
  - Semana Santa en Cuenca.
  - Cabalgata de Reyes Magos en Elda.
  - Fallas en Elda.
  - Fiestas mayores en Elda.
  - Moros y cristianos en Elda.
  - Moros y cristianos en Villena.
  - Romería de la Virgen de la Cabeza, en Casas Ibáñez.
  - Las Mascaritas en Salmerón￼
- Leyendas:
  - Leyenda de Nuestra Señora de las Virtudes en Villena.
  - Leyenda de la aparición de la imagen de Santa María de Gracia en Paracuellos de la Vega.￼

## Galería de imágenes
- Wikimedia Commons alberga una categoría multimedia sobre Camino de Santiago de la Lana.

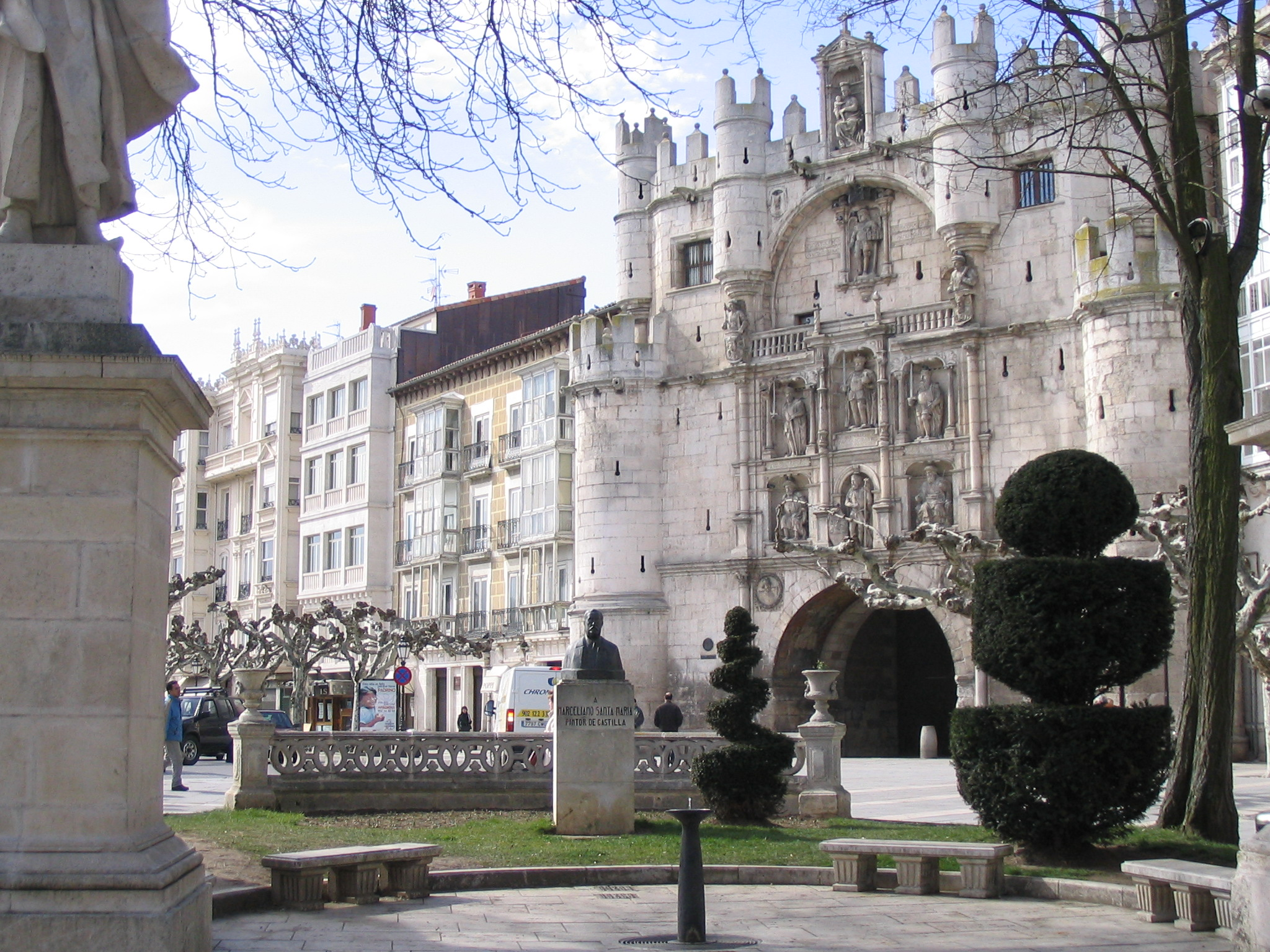
Arco de Santa María en Burgos
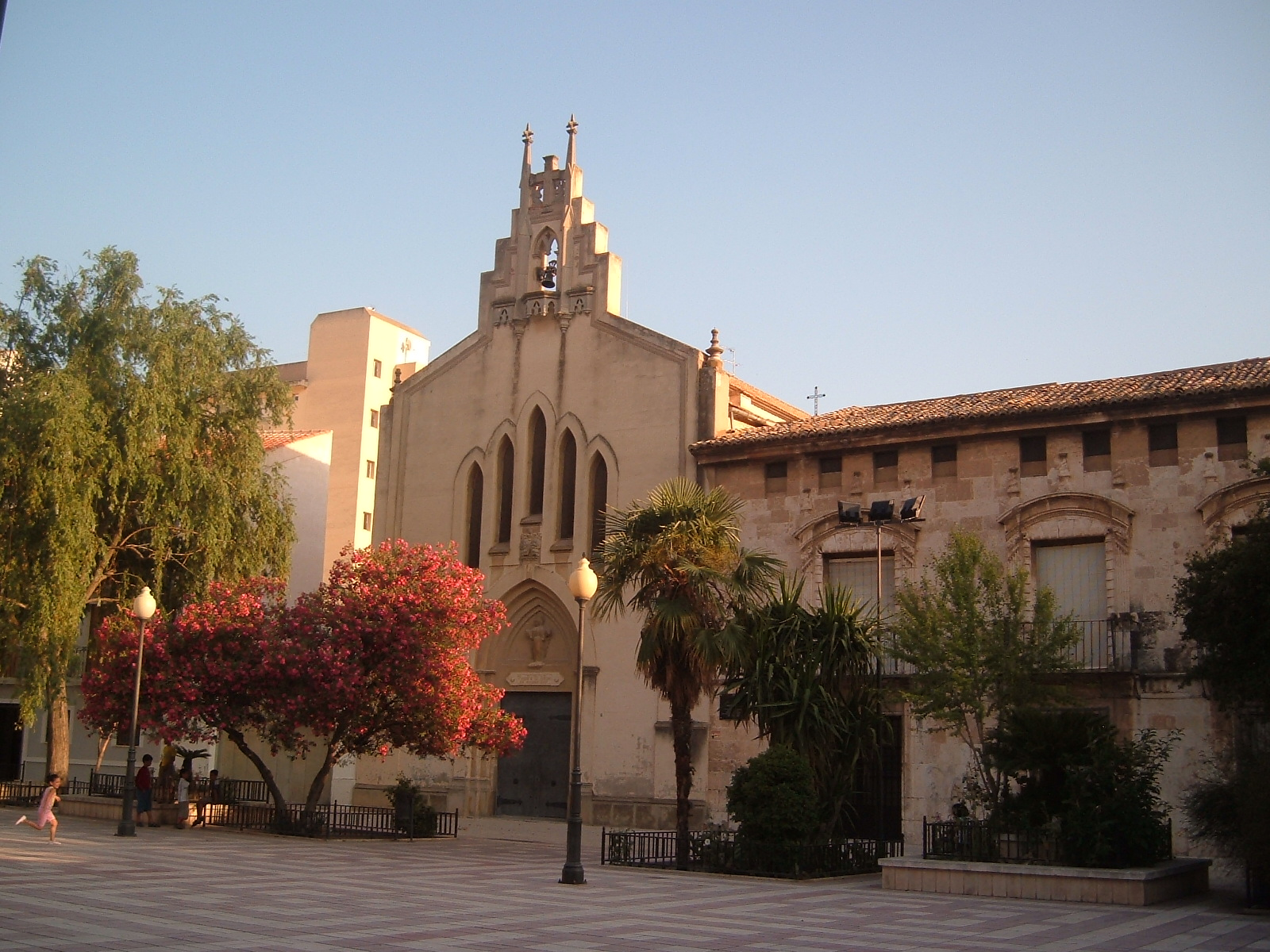
Casa de la familia Mergelina en Villena
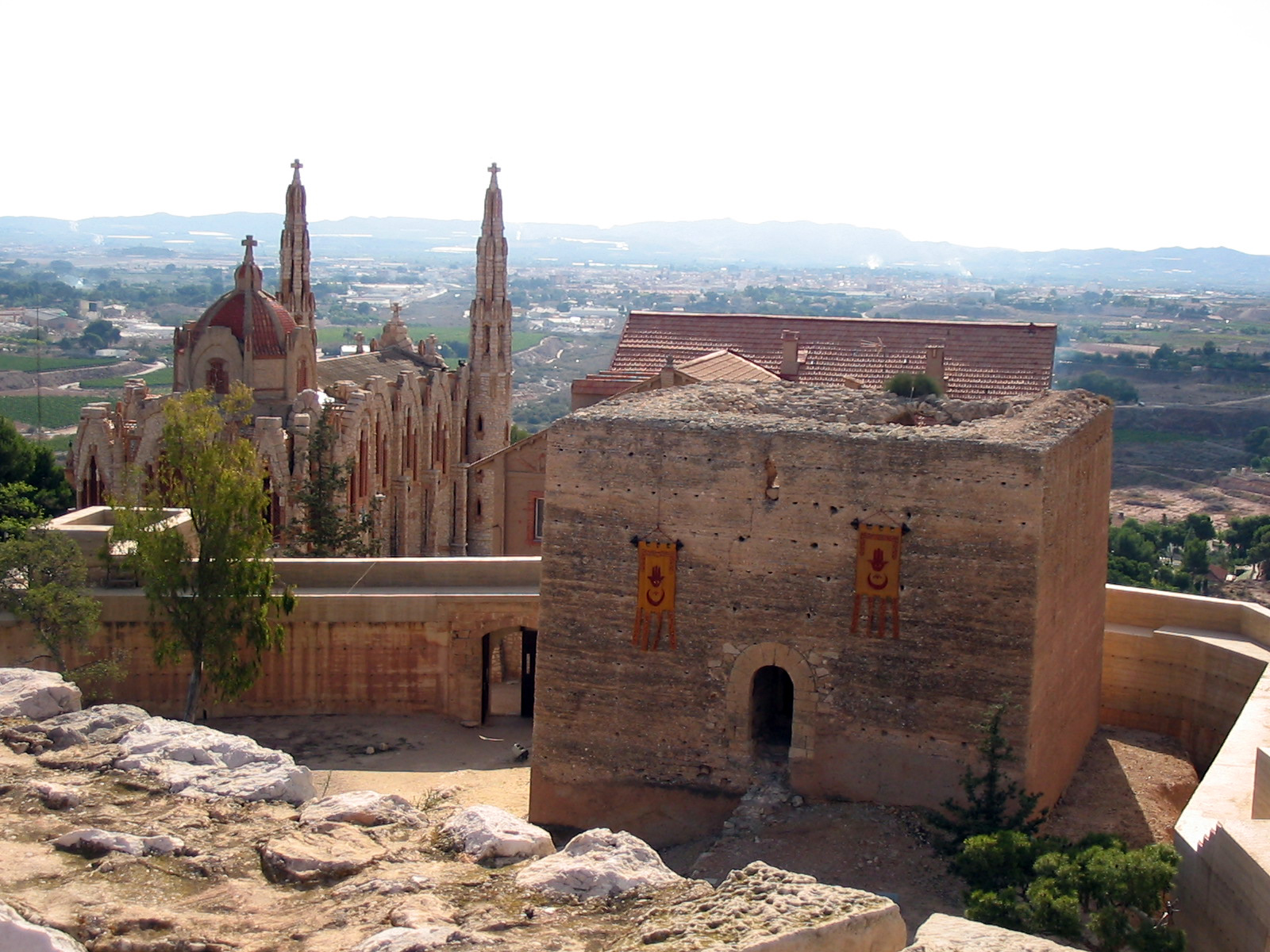
Castillo de la Mola en Novelda
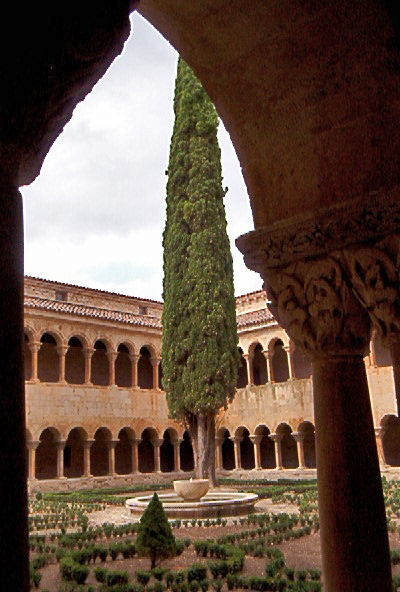
Claustro del Monasterio de Santo Domingo de Silos
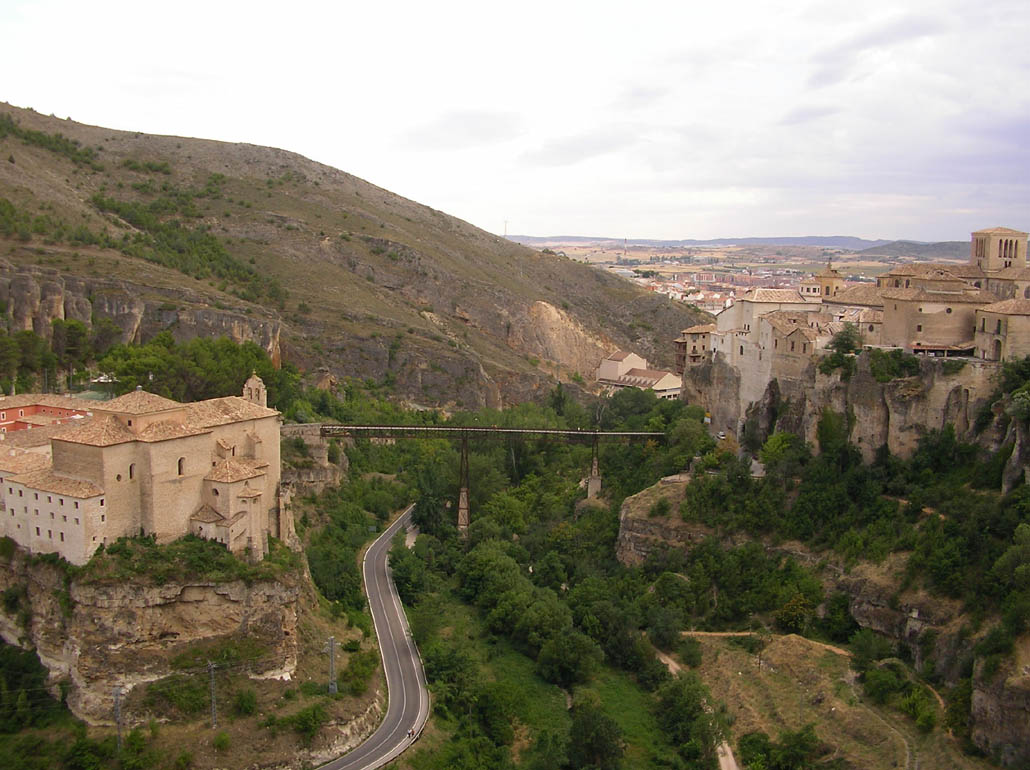
Hoz del Huécar en Cuenca
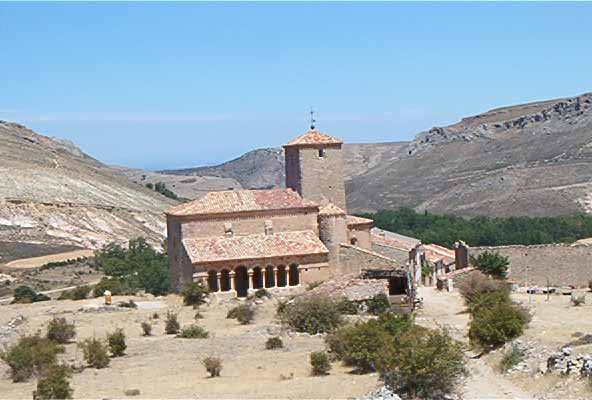
Iglesia de San Pedro en Caracena
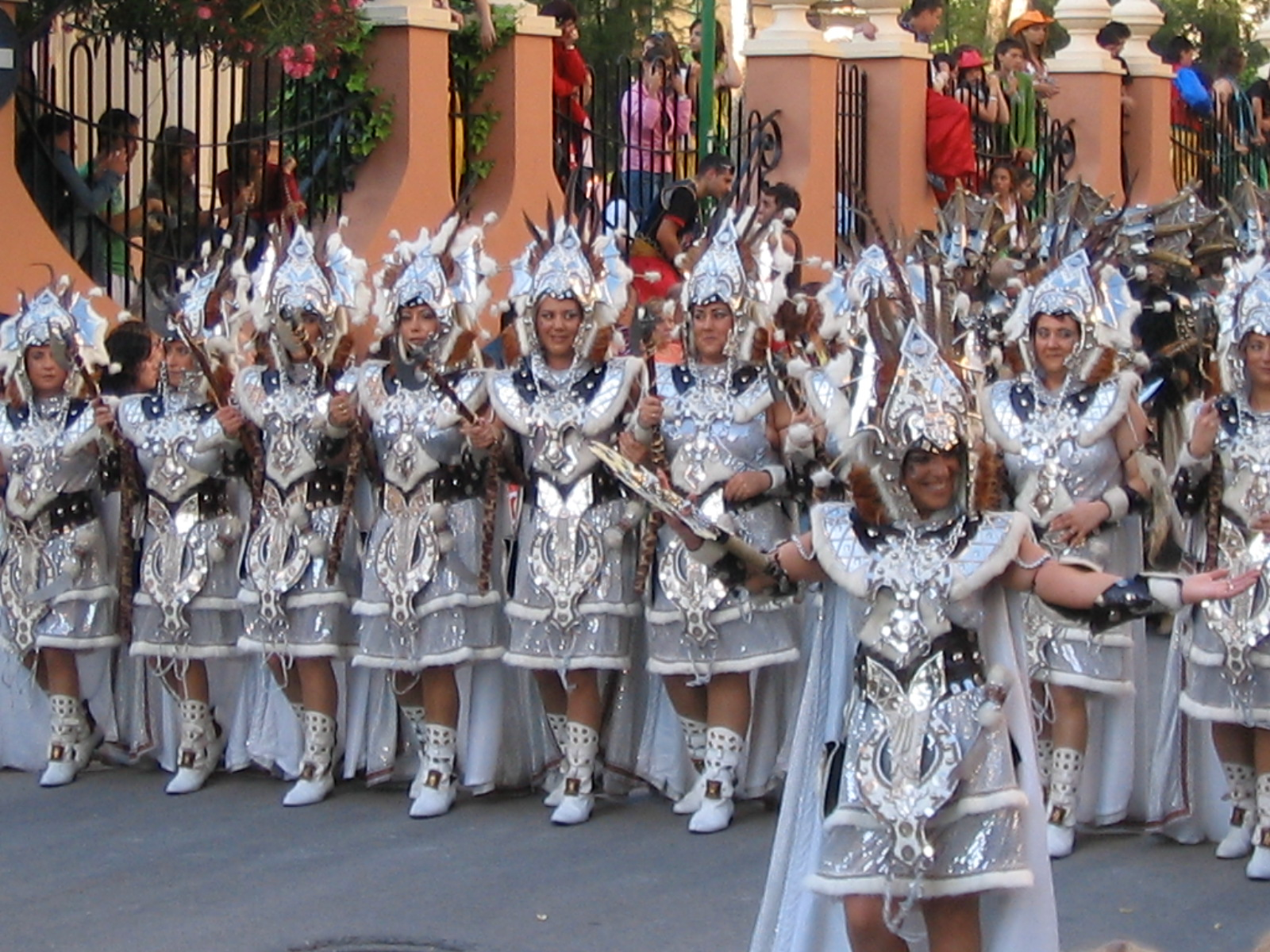
Moros y Cristianos en Elda
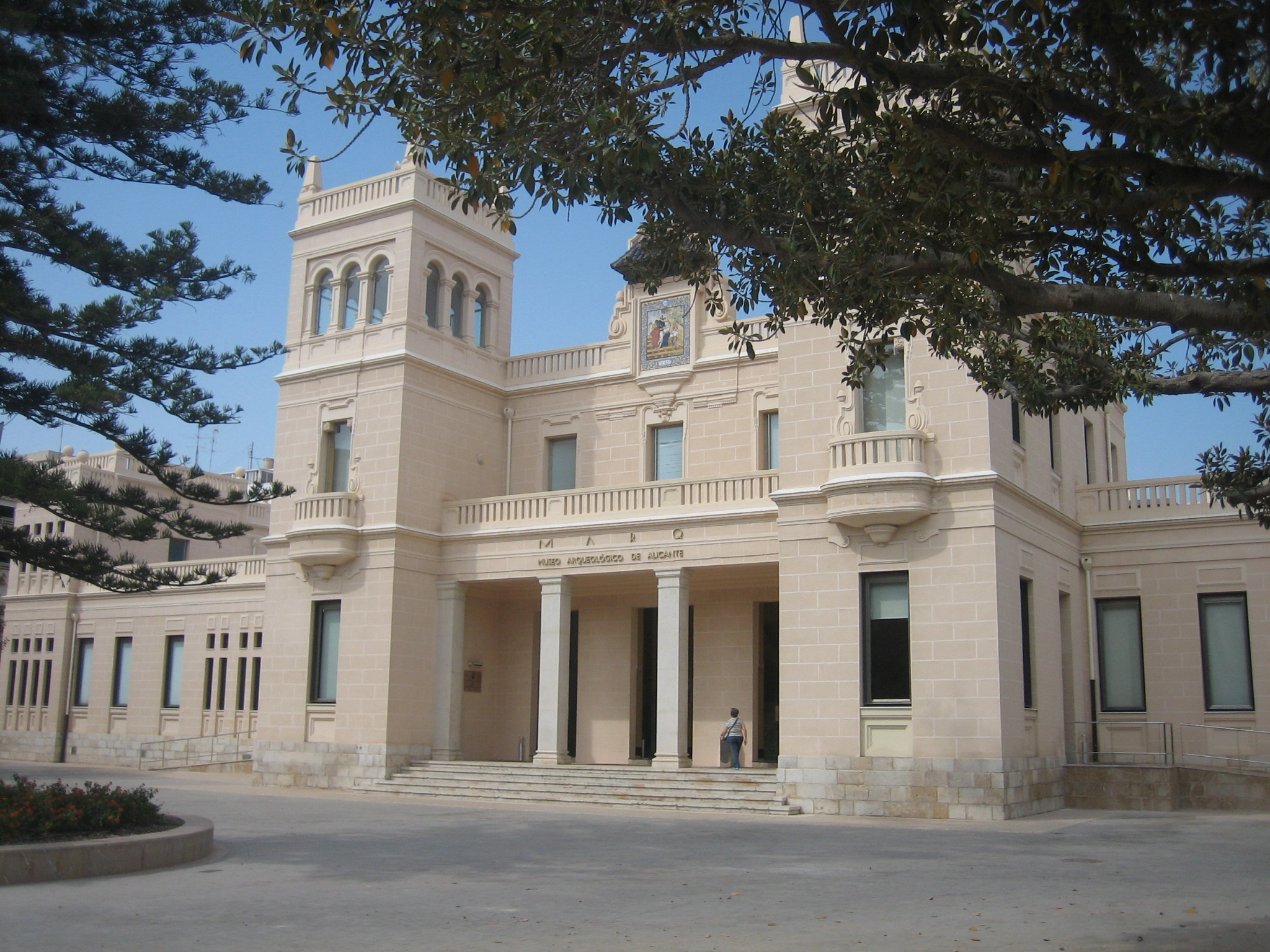
Museo Arqueológico Provincial de Alicante
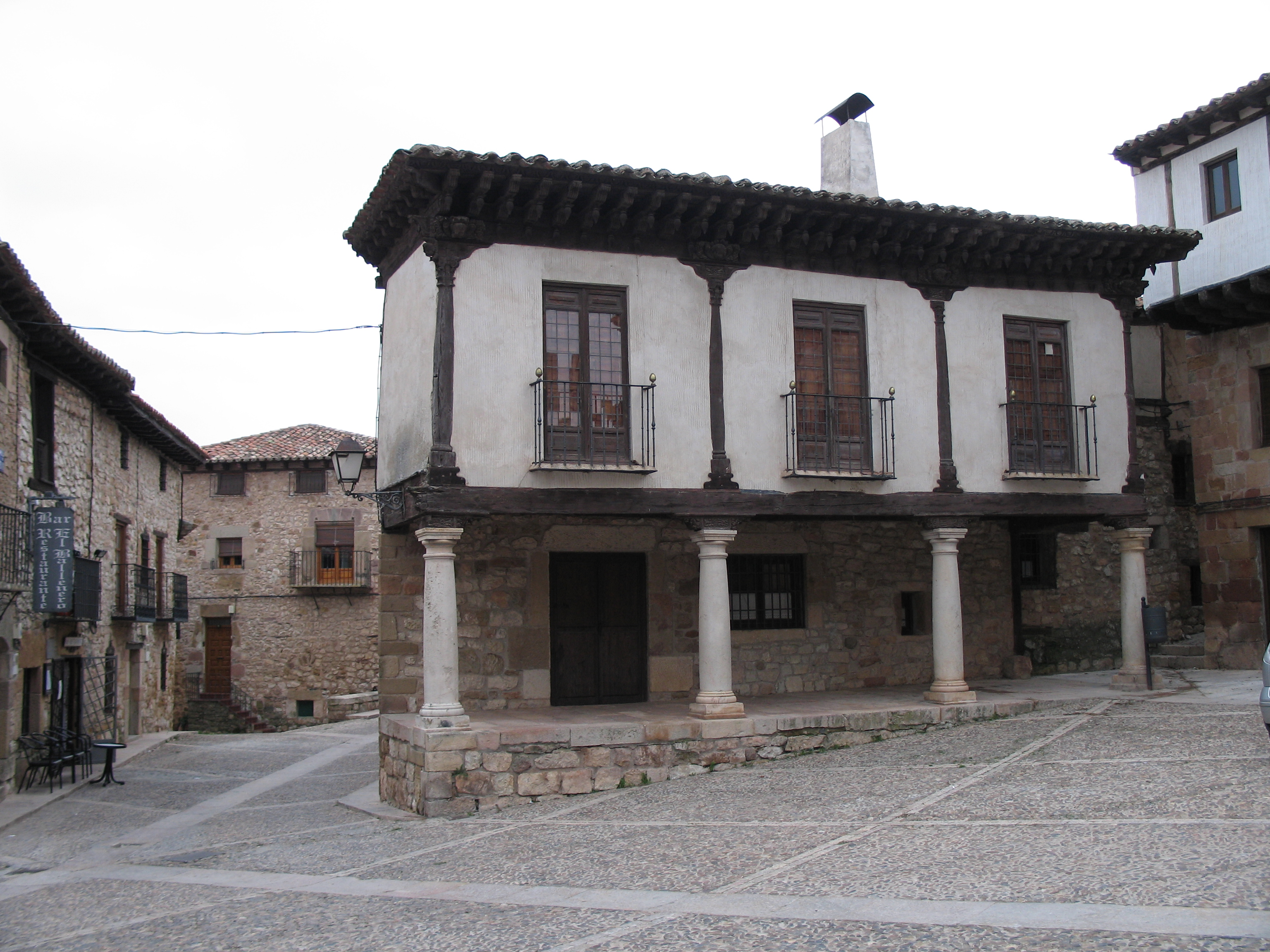
Plaza del Trigo en Atienza
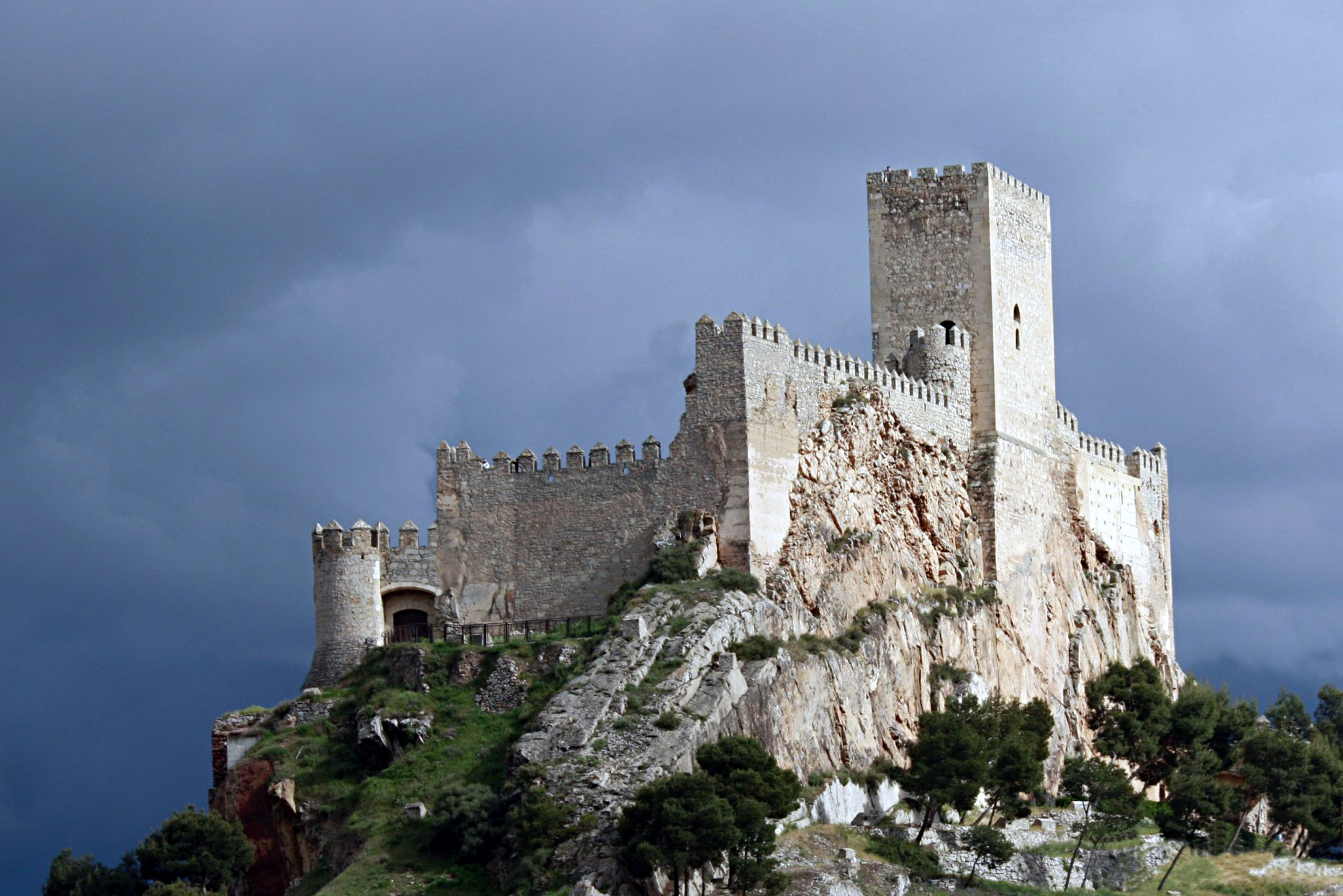
Castillo de Almansa.